# Qark Elbasan
Der Qark Elbasan (albanisch Qarku i Elbasanit) ist einer der zwölf Qarks in Albanien. Er liegt in Mittel- und Ostalbanien und hat eine Fläche von 3199 Quadratkilometern. Die Hauptstadt ist Elbasan.

## Geographie

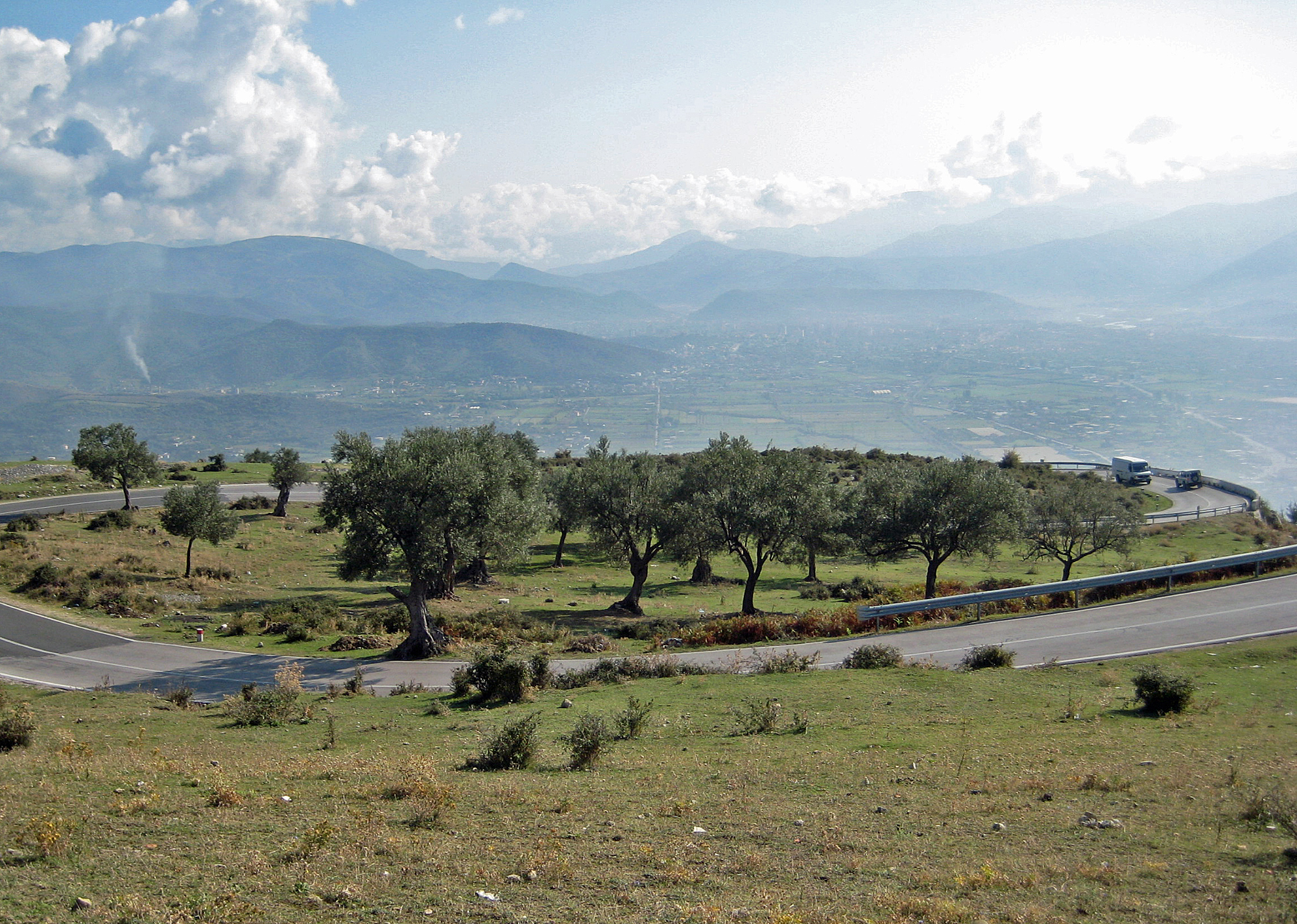
Olivenbäume auf dem Krraba-Pass oberhalb von Elbasan

Der Qark Elbasan besteht aus den Gemeinden Elbasan, Belsh, Cërrik, Gramsh, Librazhd und Përrenjas und Peqin. Die Industriestadt Elbasan bildet dabei das historische und wirtschaftliche Zentrum Mittelalbaniens. Im Osten grenzt der Qark Elbasan an Nordmazedonien. Der ganze östliche und nördliche Bereich ist vom Tal des Shkumbin geprägt, während die Gebiete im Süden und Südwesten zum Einzugsgebiet von Devoll und Seman gehören. Die Valamara im Südosten ist mit 2373 m ü. A. der höchste Berg im Qark. Auch der östlichere Bereich ist gebirgig (Shebenik, 2261 m ü. A. Jablanica, 2257 m ü. A.), aber auch entlang der restlichen Nord- und Südgrenze liegt schlecht erschlossenes Bergland.

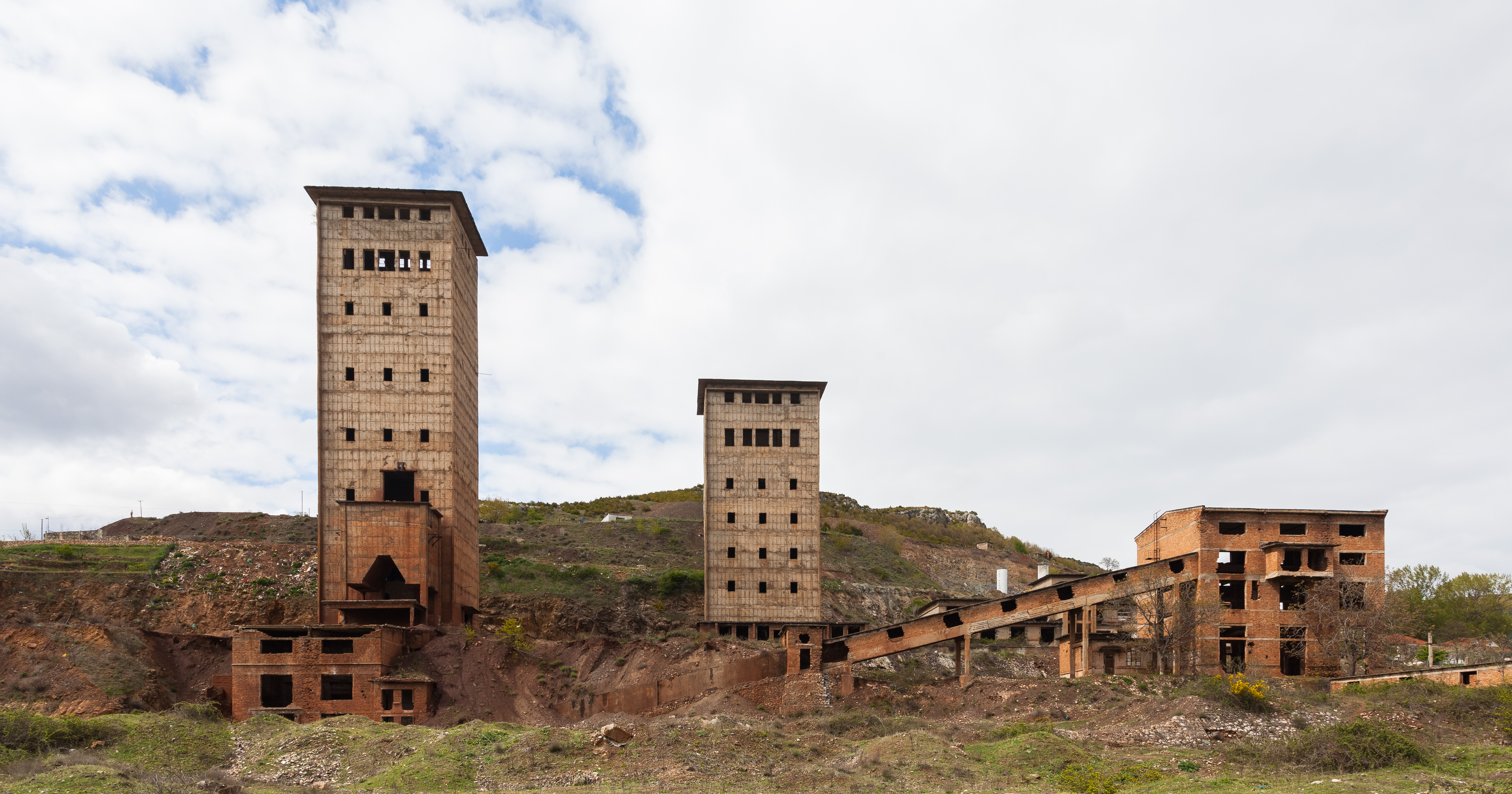
Stillgelegte Chromminen bei Përrenjas

Südöstlich liegt der Qark Korça, südwestlich der Qark Berat, nordwestlich der Qark Tirana und nordöstlich der Qark Dibra.

## Bevölkerung
Die Volkszählung 2023 wies für den Qark eine Bevölkerung von 232.580 Einwohnern aus. Dies entspricht einem Bevölkerungsrückgang von 21 % in zwölf Jahren (Volkszählung 2011: 295.827 Einwohner). Schon damals war ein Rückgang von fast 20 % in zehn Jahren festgestellt worden.

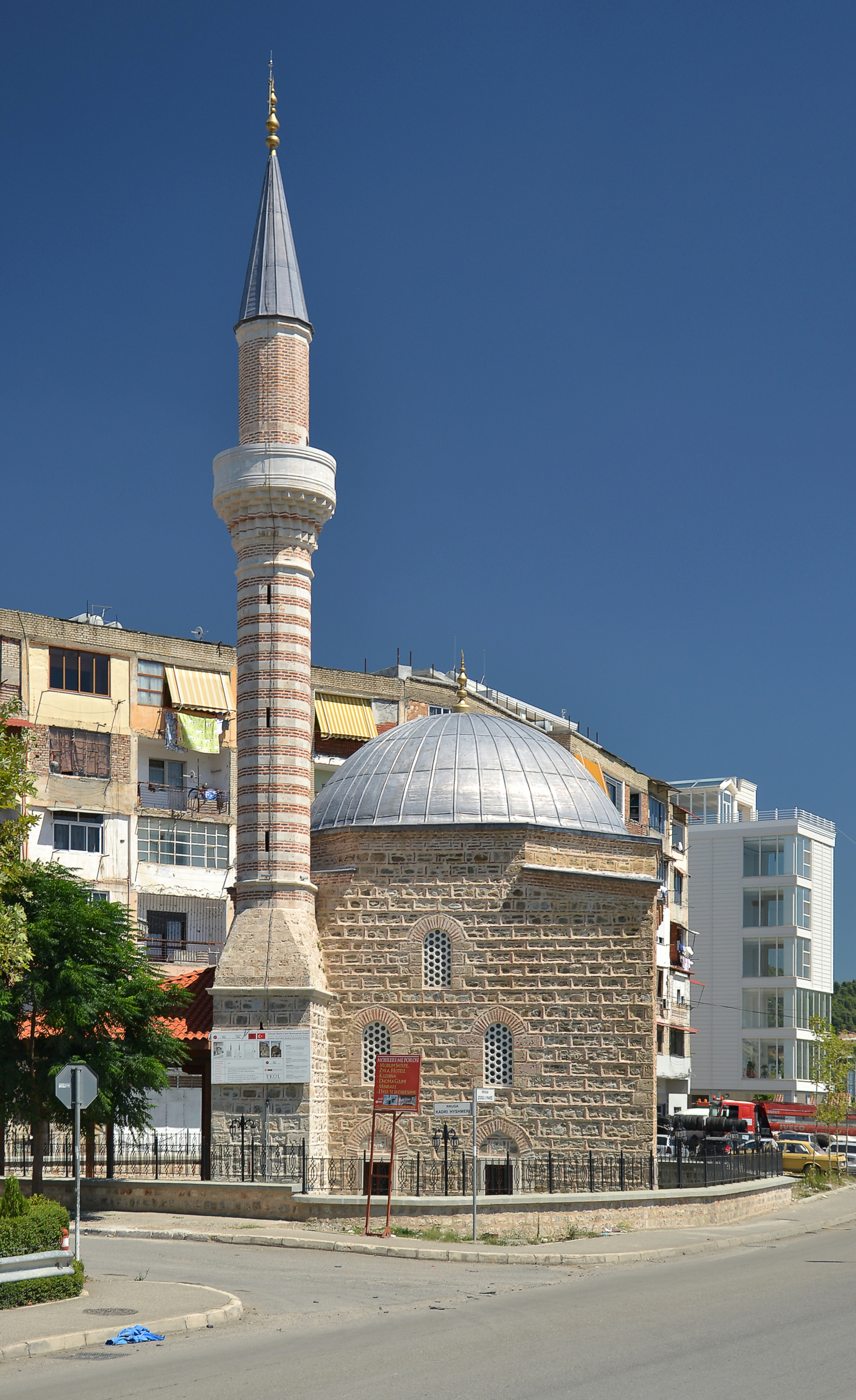
Die restaurierte Naziresha-Moschee in Elbasan

Eine Mehrheit von etwa 64,41 Prozent der Bevölkerung sind Moslems, zusätzlich sind 0,51 Prozent Bektaschiten. 5,17 Prozent sind orthodoxe Christen. 1,03 Prozent sind katholisch. 0,05 Prozent sind evangelisch und 0,03 Prozent sind andere Christen. 10,2 Prozent sind Gläubige ohne Konfession und 3,27 Prozent Atheisten. 13,29 Prozent gaben bei der Volkszählung 2011 keine Angabe an.

## Politik und Verwaltung
Der Qark-Rat (albanisch Këshilli i Qarkut) besteht aus 32 Mitgliedern. Der Qark Elbasan stellt für die 2009 und 2013 beginnenden Legislaturperioden des albanischen Parlaments 14 Abgeordnete von insgesamt 140.
Der Vorsitzende des Qark-Rats übernimmt gemeinsam mit dem Vorsitz die exekutive Funktionen und wird vom Qark-Rat alle vier Jahre gewählt. Vorsitzende des Qark-Rats ist seit 2023 Ermira Urupi (PS).

### Judikative
Elbasan ist Sitz eines Bezirksgerichts (alb. Gjykata e Rrethit Gjyqësor). Im Weiteren ist die Staatsanwaltschaft angesiedelt.

### Verwaltungsgliederung
Bis 2015 war der Qark in die Kreise Gramsh, Elbasan, Librazhd und Peqin mit insgesamt 51 Gemeinden unterteilt. Die Verwaltungsebene der Kreise wurde aufgelöst.
| Gemeinde  | Njësitë administrative (alte Gemeinden)                                                                                       | Kreis    | Einwohner 2023 | Einwohner 2011 |
| --------- | --- | -------- | -------------- | -------------- |
| Belsh     | Belsh, Fierza, Grekan, Kajan, Rrasa                                                                                           | Elbasan  | 17.123         | 19.503         |
| Cërrik    | Cërrik, Gostima, Klos, Mollas, Shalës                                                                                         | Elbasan  | 25.163         | 27.445         |
| Elbasan   | Bradashesh, Elbasan, Funar, Gjergjan, Gjinar, Gracen, Fushë-Labinot, Mal-Labinot, Papër, Shirgjan, Shushica, Tregan, Zavalina | Elbasan  | 115.101        | 141.714        |
| Gramsh    | Gramsh, Kodovjat, Kukur, Kushova, Lenias, Pishaj, Poroçan, Skënderbegas, Sult, Tunja                                          | Gramsh   | 16.533         | 24.231         |
| Librazhd  | Hotolisht, Librazhd, Lunik, Orenja, Polis, Qendër-Librazhd, Stëbleva                                                          | Librazhd | 23.312         | 31.892         |
| Peqin     | Gjoçaj, Karina, Pajova, Peqin, Përparim, Sheza                                                                                | Peqin    | 16.580         | 26.136         |
| Përrenjas | Përrenjas, Qukës, Rrajca, Stravaj                                                                                             | Librazhd | 18.760         | 24.906         |

| Kreis    | Hauptstadt | Fläche    | Einwohner 2011 | Einwohner 2001 | Anzahl Gemeinden |
| -------- | ---------- | --------- | -------------- | -------------- | ---------------- |
| Elbasan  | Elbasan    | 1.290 km² | 188.662        | 224.974        | 24               |
| Gramsh   | Gramsh     | 695 km²   | 24.231         | 35.723         | 10               |
| Librazhd | Librazhd   | 1.102 km² | 56.798         | 72.520         | 11               |
| Peqin    | Peqin      | 191 km²   | 26.136         | 32.920         | 6                |